# Cymetydyna
Cymetydyna (łac. Cimetidinum) – organiczny związek chemiczny, lek z grupy blokerów H2, hamujący wydzielanie kwasu solnego przez komórki okładzinowe żołądka. Cymetydyna była pierwszym lekiem z tej grupy. Była stosowana głównie w terapii choroby wrzodowej żołądka i dwunastnicy, chorobie refluksowej przełyku. Obecnie w Polsce cymetydyna została wycofana z lecznictwa. Powodem były: zsyntetyzowanie i rozpowszechnienie skuteczniejszych leków (w tym szczególnie IPP), rozliczne interakcje z uwagi na hamowanie cytochromu P450 oraz krótki okres działania. W Polsce lekarstwa zawierające cymetydynę dostępne były tylko na receptę, w wielu innych krajach bez recepty.

## Mechanizm działania
Cymetydyna poprzez kompetycyjne blokowanie receptorów H2 zlokalizowanych na komórkach okładzinowych żołądka hamuje wydzielanie kwasu solnego (zarówno podstawowe jak i indukowane pentagastryną, histaminą, pokarmem, insuliną i kofeiną). Zmniejsza także wydzielanie pepsyny.
Poprzez swój udział w metabolizmie cytochromu P450 wzmaga działanie wielu leków, między innymi: leków przeciwzakrzepowych, fenytoiny, propranololu, metoprololu, chlorodiazepoksydu, diazepamu, teofiliny, karbamazepiny, morfiny, pentazocyny, imipraminy, chinidyny, lidokainy, nifedypiny.

## Wskazania
- choroba wrzodowa żołądka i dwunastnicy – zarówno czynna choroba, jak i profilaktyka nawrotów
- nadżerki górnego odcinka przewodu pokarmowego
- zespół Zollingera-Ellisona
- zapobieganie krwawieniom z górnego odcinka przewodu pokarmowego
- profilaktyka aspiracji treści żołądkowej u chorych przed znieczuleniem ogólnym i ciężarnych

## Przeciwwskazania
- nadwrażliwość na lek
- niewydolność nerek
- niewydolność wątroby
- forma dożylna przeciwwskazana u chorych z chorobami serca

Ostrożnie:
- osoby starsze

## Działania niepożądane
- nudności
- biegunka
- zaparcia
- zmęczenie
- bóle mięśniowe
- zawroty głowy
- zaczerwienie skóry
- gorączka
- zwiększenie stężenia enzymów wątrobowych i kreatyniny
- ginekomastia
- mlekotok
- splątanie

Bardzo rzadko:
- przejściowa impotencja
- zaburzenia rytmu serca
- niedociśnienie tętnicze
- zapalenie wątroby
- śródmiąższowe zapalenie nerek
- zapalenie trzustki
- delirium
- halucynacje
- śpiączka

## Dawkowanie
Według zaleceń lekarza.

## Preparaty
- Altramet
- Cimegast
- Cimetidine
- Cimetidinum